# Andchoj
Andchoj (pers. اندخوی) – miasto w północnym Afganistanie, w wilajecie Farjab. W 2013 roku liczyło 31 700 mieszkańców.